# Kōsuke Yamashita
Kōsuke Yamashita (山下康介 Yamashita Kôsuke?), nacido el 17 de febrero de 1974) es un compositor japonés. Ha compuesto bandas sonoras para varios animes y ha participado en la producción de bandas sonoras para varios videojuegos.

## Biografía
Entre los animes más destacados para los que ha compuesto su música se encuentra "Glass Fleet". También ha compuesto la banda sonora para la película de actores reales "Hana Yori Dango" (No me lo digas con flores). Forma parte del plantel de compositores del supergrupo Project.R que se encarga de crear las sintonías de la franquicia Super Sentai Series.

## Discografía

### Bandas sonoras de anime
| Título del Anime               | Año de Salida |
| ------------------------------ | ------------- |
| Xenosaga: The Animation        | 2005          |
| Glass Fleet (Garasu no Kantai) | 2006          |
| Getsumen To Heiki Mina         | 2007          |
| Dragonaut - The Resonance      | 2007          |
| Shion no Oh                    | 2007          |
| Digimon Xros Wars              | 2010          |

### Bandas sonoras dedoramas
| Título del Dorama                      | Año de Salida |
| -------------------------------------- | ------------- |
| Hana Yori Dango                        | 2005          |
| Papa to Musume no Nanokakan (Película) | 2007          |

### Bandas sonoras de videojuegos
| Título del Videojuego                   | Año de Salida | Plataforma    | Compañía |
| --------------------------------------- | ------------- | ------------- | -------- |
| Nobunaga's Ambition Ultimate Collection | 1999          | PlayStation 2 | Koei     |

### Bandas sonoras detokusatsu
| Título del Tokusatsu    | Año de Salida | Compañía | Canal    |
| ----------------------- | ------------- | -------- | -------- |
| Mahō Sentai Magiranger  | 2005          | Toei     | TV Asahi |
| Kaizoku Sentai Gokaiger | 2011          | Toei     | TV Asahi |

### Colaboraciones
- Yamashita Kousuke colabora junto con la compositora Yōko Kanno en la banda sonora del videojuego "Nobunaga's Ambition Ultimate Collection".
- También colabora junto con Yasunori Mitsuda y Yuki Kajiura en algunas de las bandas sonoras de la saga de videojuegos "Xenosaga".

## Detalles
- El estilo de su música oscila entre la música clásica de corte épico y la de corte más intimista y romántico.